# Convenzione internazionale per la proibizione dell'uso, stoccaggio, produzione, vendita di mine antiuomo e relativa distruzione
La Convenzione internazionale per la proibizione dell'uso, stoccaggio, produzione, vendita di mine antiuomo e relativa distruzione del 1997 (Convention on the Prohibition of the Use, Stockpiling, Production and Transfer of Anti-Personnel Mines and on their Destruction), conosciuta informalmente anche come il Trattato di Ottawa in quanto firmato nell'omonima città canadese, o la Convenzione sulla messa al bando delle mine antiuomo, è un trattato internazionale multilaterale che si propone di eliminare la produzione e l'utilizzo di mine antiuomo in tutti gli Stati del mondo.
Ad oggi sono 133 gli Stati firmatari e 164 gli Stati parte al trattato. Due Stati, le Isole Mars e il Turkmenistan, hanno firmato ma non ratificato il Trattato, e altri 32 Stati membri delle Nazioni Unite, tra cui Cina, Russia e Stati Uniti d'America non la hanno né firmata né ratificata; di conseguenze sono 33 gli Stati membri delle Nazioni Unite che non sono parti di tale trattato.
Diverse personalità che più si sono spese per il bando delle mine antiuomo, la più famosa fu Diana Spencer.

## Cronologia degli eventi

### 1939
Le mine terrestri vennero utilizzate per la prima volta su larga scala nel corso della Seconda guerra mondiale.

### 1977
Durante i negoziati di revisione della Convenzione di Ginevra, venne modificata una norma di modo che sia proibito il prendere di mira la popolazione civile per mezzo di armi indiscriminate in tempi di guerra.

### 1980
Nell'ottobre una Conferenza delle Nazioni Unite a Ginevra adotta la Convenzione delle Nazioni Unite su certe armi convenzionali (per esteso: Convenzione sulla proibizione o restrizione dell'uso di certe armi convenzionali che potrebbero essere ritenute eccessivamente dannose o aventi effetti indiscriminati). Tra i Protocolli annessi figura il "Protocollo II sulla proibizione o restrizione dell'uso di mine, trappole esplosive (dall'inglese: booby-trap) e altri dispositivi", il quale introduce delle restrizioni nell'uso di mine terrestri antiuomo.

### 1991
Sei ONG a supporto della messa al bando delle mine antiuomo organizzano la Campagna internazionale per il bando delle mine antiuomo (dall'inglese: International Campaign to Ban Landmines, o ICBL), che venne fondata l'anno successivo.

### 1992
Nell'ottobre 1992 il Comitato direttivo della ICBL ha lanciato un appello per la messa al bando dell'uso, produzione, stoccaggio e vendita, trasferimento o esportazione di mine terrestri antiuomo.

### 1993
Il 9 febbraio 1993 la Francia ha presentato formalmente richiesta al Segretario generale delle Nazioni Uniti affinché venisse convocata una Conferenza di revisione della Convenzione delle Nazioni Unite su certe armi convenzionali in accordo con l'articolo 8 della stessa convenzione e per rafforzare le disposizioni sull'uso di mine terrestri antiuomo. La Prima Conferenza internazionale delle ONG sulle mine terrestri si tenne a Londra, organizzata dalla ICBL e riconoscendo Jody Williams come il Coordinatore dell'organizzazione. Il Dipartimento di Stato degli Stati Uniti pubblicò un rapporto intitolato "Il killer nascosto: il problema globale con le mine terrestri inesplose"; al contempo l'ICBL pubblica il proprio studio "Mine terrestri: un'eredità mortale".
Il 16 dicembre 1993 l'Assemblea generale delle Nazioni Unite adotta la Risoluzione 48/79 che accolse formalmente la richiesta di convocare una Conferenza di revisione della Convenzione su certe armi convenzionali, incoraggiò la creazione di un gruppo intergovernativo di esperti che preparassero questa Conferenza ed esortò il massimo numero possibile di Stati a prendervi parte.

### 1994
Il 24 febbraio 1994 il Presidente del Comitato Internazionale della Croce Rossa (ICRC), Cornelio Sommaruga, ha dichiarato che da un punto di vista umanitario, un "bando a livello globale sulle mine antiuomo" sarebbe l'unica soluzione veramente efficace per affrontare seriamente il problema. Successivamente, alcuni organi delle Nazioni Unite come l'Alto commissariato delle Nazioni Unite per i rifugiati (UNHCR), l'UNICEF e il Segretario generale delle Nazioni Unite hanno auspicato una messa al bando totale delle mine antiuomo.
Il 10 luglio 1994 il Gruppo dei Sette (G7) riunito a Napoli, ha tra le altre cose attribuito priorità al problema delle mine antiuomo.
Nel settembre 1994, il Presidente degli Stati Uniti Bill Clinton, di fronte all'Assemblea generale delle Nazioni Unite, ha auspicato per una "eventuale eliminazione" delle mine antiuomo.
Il 15 dicembre 1994 l'Assemblea generale delle Nazioni Unite ha adottato la Risoluzione 49/75D intitolata "Moratoria sull'esportazione di mine antiuomo", che richiede agli Stati di applicare tale moratoria, affermando tra le altre cose:
"Riconoscendo che gli Stati possono agire efficacemente verso l'obiettivo finale dell'eventuale eliminazione delle mine terrestri antiuomo essendo state sviluppate delle alternative valide e umane.
Sottolinea l'importanza della Convenzione sulla proibizione o restrizione all'uso di alcune armi convenzionali che possono essere ritenute eccessivamente pregiudizievoli o avere effetti indiscriminati e dei suoi Protocolli quale autorevole strumento internazionale che disciplina l'uso responsabile di mine antiuomo e i dispositivi connessi.
Incoraggia ulteriori sforzi internazionali per trovare soluzioni ai problemi causati dalle mine antiuomo, in vista della loro eventuale eliminazione."

## Stati firmatari
La Convenzione ottenne le firme di 122 Stati quando venne aperto alla firma il 3 dicembre 1997 a Ottawa, in Canada. Attualmente vi sono 164 Stati parte al Trattato.
Due Stati hanno firmato ma non ratificato, mentre 34 Stati delle Nazioni Unite non hanno sottoscritto, per un totale di 36 Stati delle Nazioni Unite che non aderiscono.
Tra gli stati che nel 1997 hanno firmato il trattato abbiamo l'Italia, ma non Stati Uniti, Russia, e Cina . Al 2003, il Trattato di Ottawa era stato sottoscritto da 150 Paesi e ratificato da 142. Il trattato è composto da un preambolo e da 22 articoli. Nei primi anni novanta, l'Italia era uno dei principali produttori di mine antiuomo. Alcune testate giornalistiche, come Il Fatto Quotidiano, definiscono la posizione dell'Italia "ambigua" poiché, anche se firmatario della Convenzione, ha consentito investimenti in aziende produttrici di mine antipersona.

## Stati dissidenti
Qualsiasi stato che voglia ritirarsi dal trattato, dopo aver notificato alle Nazioni Unite l'intenzione di ritiro, deve far intercorrere un tempo di 6 mesi perché abbia effetto.
Nel 2025 alcuni stati (Finlandia, Polonia e i tre paesi baltici) hanno manifestato l'intenzione di abbandonare la Convenzione. L'effetto della decisone di abbandonare il Trattato non è immediata, poiché deve trascorrere un periodo di sei mesi prima che scadano gli obblighi del paese che si ritira. Euronews riporta: «In una dichiarazione congiunta rilasciata martedì, i ministri della Difesa hanno affermato di "ritenere che nell'attuale contesto di sicurezza sia fondamentale fornire alle forze di difesa flessibilità e libertà di scelta per utilizzare potenzialmente nuovi sistemi e soluzioni d'arma per rafforzare la difesa del vulnerabile fianco orientale dell'Alleanza atlantica".», riferendosi ai ministri della Difesa di Estonia, Lettonia, Lituania e Polonia. Conseguentemente tutti i paesi baltici compresa la Finlandia hanno votato, tra maggio e giugno, nei loro parlamenti nazionali l'approvazione al ritiro effettivo dal trattato, notificandolo nel giugno del 2025.
Nel giugno 2025 anche il presidente Zelensky ha firmato un decreto per l'uscita formale dell'Ucraina dalla convenzione.

## Conferenze di revisione
- Prima conferenza: dal 29 novembre al 3 dicembre 2004 a Nairobi in Kenya: Nairobi Summit on a Mine Free World.[20]
- Seconda conferenza: dal 29 novembre al 4 dicembre 2009 a Cartagena in Colombia: Cartagena Summit on a Mine-Free World.[21]
- Terza conferenza: dal 23 al 27 giugno 2014 a Maputo, Mozambico.

## Cronologia degli incontri annuali
Le riunioni annuali degli stati membri trattato si svolgono in luoghi diversi in tutto il mondo. Questi incontri forniscono un forum per riferire su quanto è stato fatto, segnalare dove il lavoro supplementare è necessario e cercare tutta l'assistenza necessaria.
- 1º incontro annuale nel maggio 1999 a Maputo in Mozambico
- 2º incontro annuale nel settembre 2000 a Ginevra in Svizzera
- 3º incontro annuale nel settembre 2001 a Managua in Nicaragua
- 4º incontro annuale nel settembre 2002 a Ginevra in Svizzera
- 5º incontro annuale nel settembre 2003 a Bangkok in Thailandia
- 6º incontro annuale nel novembre/dicembre 2005 a Zagabria in Croazia
- 7º incontro annuale nel settembre 2006 a Ginevra in Svizzera
- 8º incontro annuale nel settembre 2007 presso il Mar Morto in Giordania
- 9º incontro annuale nel novembre 2008 a Ginevra in Svizzera
- 10º incontro annuale nel novembre/dicembre 2010 a Ginevra in Svizzera
- 11º incontro annuale nel novembre/dicembre 2011 a Phnom Penh in Cambogia